# Henry Gutiérrez Ángel
Henry Gutiérrez Ángel (Santa Rosa de Cabal, 1957) es un médico y político colombiano, actual Gobernador del Departamento de Caldas.

## Biografía
Nació en Santa Rosa de Cabal, en el departamento de Risaralda, como el tercero de seis hijos del matrimonio conformado por Mélida Ángel y Macario Gutiérrez. Estudió Medicina en la Universidad de Caldas.
Fue médico del Instituto de Seguro Social, de la EPS Sanitas, de la Clínica Manizales, del Hospital Infantil de Caldas y desde 1988 ejerció en el Centro Médico La Enea. Así mismo, fue profesor en la Facultad de Preescolar de la Universidad de Manizales y en la Facultad de Odontología de la Universidad Autónoma de Manizales.
Miembro del Partido de la U, en las elecciones regionales de 2011 se presentó como candidato a la Asamblea Departamental de Caldas, impulsado por su hermano Jaime (exalcalde de La Dorada). En aquellas elecciones resultó electo con la mayor cantidad de votos, 15.309 votos, condición que se repitió en las elecciones regionales de 2015, cuando se reeligió con 21.240 votos. Sirvió como Presidente de la Asamblea en los mandatos 2013 y 2016.
Dejó la Asamblea para ser elegido Concejal de Manizales en las elecciones regionales de 2019. Renunció al Concejo en junio de 2023 para lanzar su candidatura a la Gobernación de Caldas, siendo condecorado por la Mesa Directiva del Concejo.
En las elecciones regionales de 2023 resultó elegido Gobernador de Caldas bajo las banderas del Partido de la U, con el apoyo de Gente en Movimiento, el Movimiento Alternativo Indígena y Social, Colombia Renaciente y Alianza Verde, al obtener 200.414 votos, equivalentes al 46,25% del total.